# Два дуби-велетні
Два дуби́-ве́летні — ботанічна пам'ятка природи місцевого значення в Україні. Об'єкт природно-заповідного фонду Харківської області. 
Розташована на території Харківського району Харківської області, на південь від міста Люботин. 
Площа 0,2 га. Статус отриманий у 1984 році. Перебуває у віданні ДП «Жовтневе лісове господарство» (Люботинське лісництво, кв. 21, вид. 7). 
Статус надано для збереження двох дерев дуба звичайного віком понад 250 років, які є залишками корінних пралісів.